# Sichuan Airlines
Sichuan Airlines (chiń. 四川航空; pinyin Sìchuān Hángkōng) – chińskie linie lotnicze z siedzibą w Chengdu. Obsługują połączenia krajowe. Głównym węzłem jest Port lotniczy Chengdu-Shuangliu i Port lotniczy Chongqing-Jiangbei. Zostały założone 19 września 1986, a rozpoczęły działalność 14 lipca 1988 lotami do Chengdu i Wanzhou. 

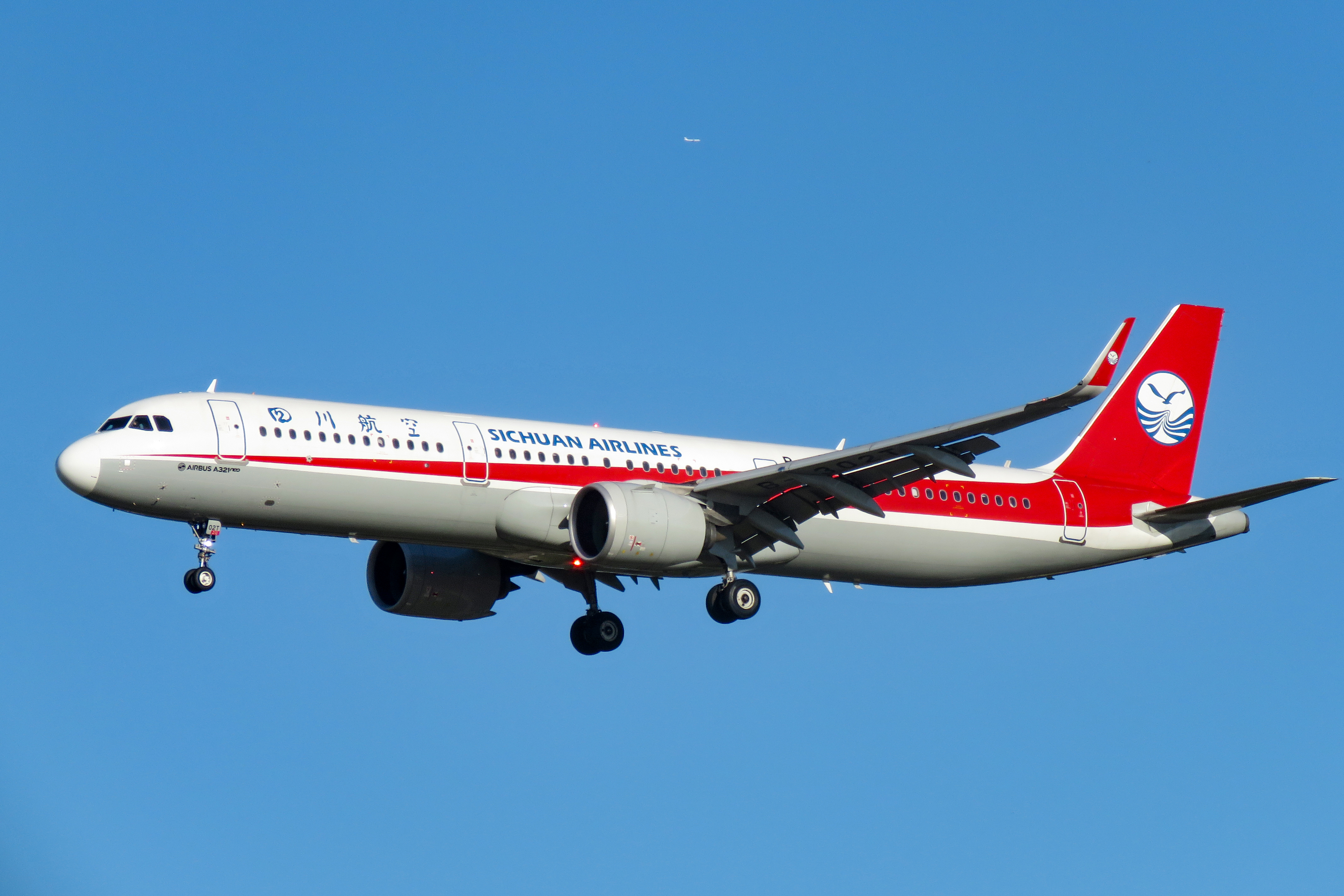
Airbus A321neo w barwach Sichuan Airlines

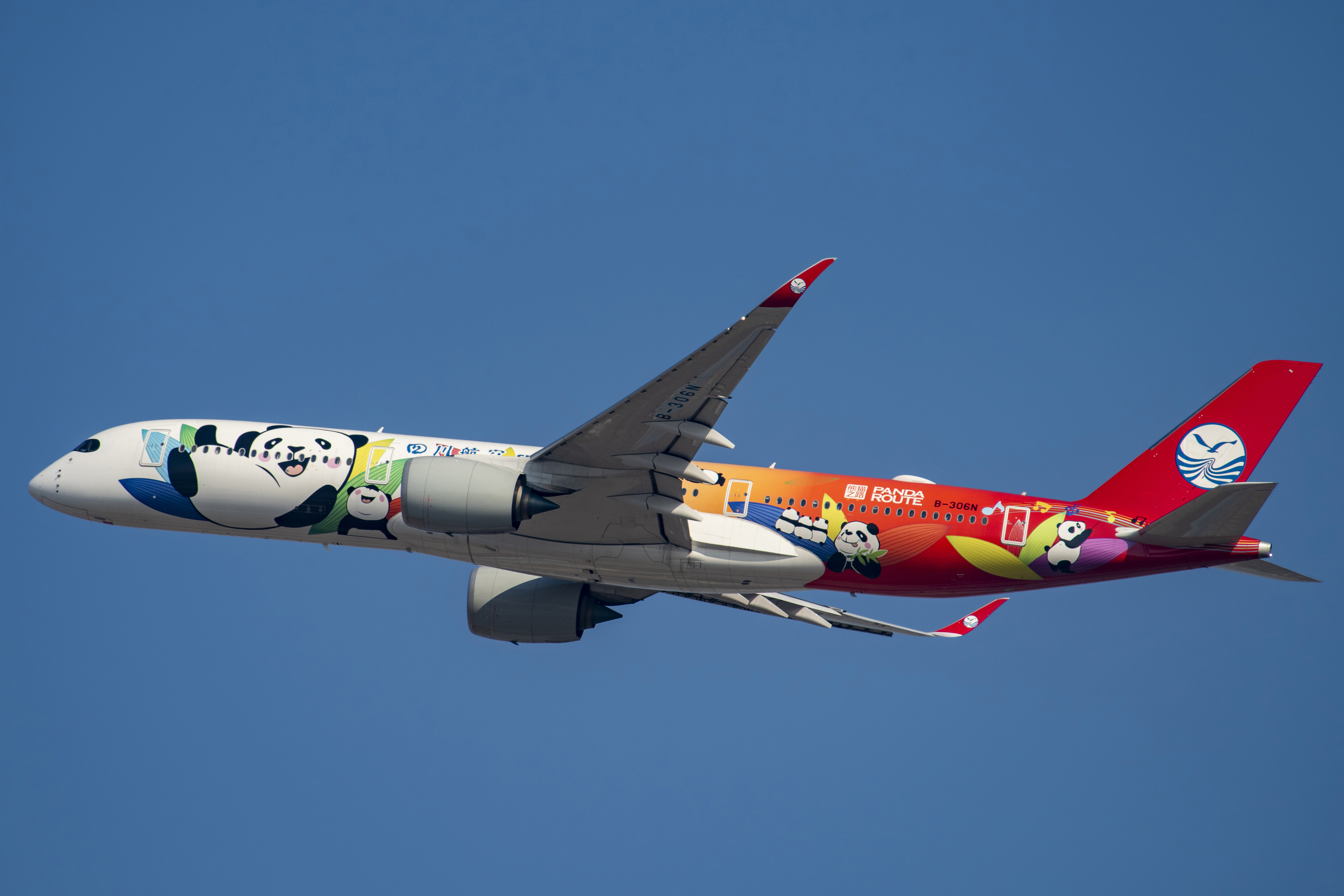
Airbus A350-900 linii w specjalnym malowaniu

Agencja ratingowa Skytrax przyznała liniom trzy gwiazdki.

## Flota
Według stanu na styczeń 2025 flota Sichuan Airlines składała się z 210 samolotów, w tym 7 przeznaczonych do transportu cargo o średnim wieku 9,4  lat:
| Samolot         | Samolot | Samolot   | Liczba miejsc | Liczba miejsc | Liczba miejsc | Uwagi |
| Model           | Aktywne | Zamówione | B             | E             | Łącznie       | Uwagi |
| --------------- | ------- | --------- | ------------- | ------------- | ------------- | ----- |
| Airbus A319-100 | 22      | 5         | 8             | 124           | 132           |       |
| Airbus A320-200 | 55      | -         | 8             | 156           | 164           |       |
| Airbus A320-200 | 55      | -         | -             | 180           | 180           |       |
| Airbus A320neo  | 33      | 3         | 8             | 150           | 158           |       |
| Airbus A320neo  | 33      | 3         | -             | 180           | 180           |       |
| Airbus A321-200 | 46      | 2         | 12            | 177           | 189           |       |
| Airbus A321-200 | 46      | 2         | 8             | 186           | 194           |       |
| Airbus A321-200 | 2       | -         |               |               |               | Cargo |
| Airbus A321neo  | 27      | -         | 8             | 190           | 198           |       |
| Airbus A321neo  | 27      | -         | 8             | 193           | 201           |       |
| Airbus A330-200 | 4       | -         | 24            | 250           | 274           |       |
| Airbus A330-200 | 3       | -         |               |               |               | Cargo |
| Airbus A330-300 | 7       | 1         | 36            | 265           | 301           |       |
| Airbus A330-300 | 7       | 1         | 24            | 281           | 305           |       |
| Airbus A330-300 | 2       | -         |               |               |               | Cargo |
| Airbus A350-900 | 9       | -         | 28            | 303           | 331           |       |
| Airbus A350-900 | 9       | -         | 30            | 307           | 337           |       |
| Łącznie         | 210     | 11        |               |               |               |       |